# Sporobolus subulatus
Sporobolus subulatus är en gräsart som beskrevs av Eduard Hackel och Scott-elliot. Sporobolus subulatus ingår i släktet droppgräs, och familjen gräs. Inga underarter finns listade i Catalogue of Life.